# Granfondo
Le Gran Fondo o Granfondo sono manifestazioni sportive, a carattere amatoriale o agonistico, che si disputano sulla lunga distanza. Il termine è generalmente utilizzato per gare di ciclismo, podismo, sci di fondo, motociclismo, automobilismo e canottaggio. Le competizioni di questo tipo possono far parte della più vasta categoria delle "Gare di fondo", che si suddividono in "Gran fondo", "Mezzo fondo" e "Fondo", dipendentemente dalla lunghezza del percorso.

## Ciclismo
Le norme della Federciclismo indicano come Medio Fondo le manifestazioni comprese tra i 71 e i 120 km, mentre le Gran fondo vanno da 120 fino a 170 km. Su dette distanze è ammessa una tolleranza, in eccesso o difetto, del 10%. Distanze superiori rientrano nell'ambito delle Randonnée. Diffuse un po' in tutte le regioni d'Italia, tra le più celebri e partecipate si ricordano la storica Nove Colli, la maratona delle Dolomiti e la Gavia-Mortirolo.

### Mountain Bike
Nella mountain bike le gran fondo variano rispetto alla corsa su strada, il chilometraggio è generalmente più basso: si varia dai 40 ai 60 km; oltre i 60 km non si parla più di gran fondo, ma di Marathon.

## Sci di Fondo
Nello sci di fondo vengono definite granfondo (o "maratone sciistiche") le gare disputate su lunghe distanze, dai 42 km in su, in tecnica classica o, più raramente, in tecnica libera. In sede olimpica e iridata, è detta granfondo la gara più lunga prevista dal programma, la 50 km, presente fin dai I Giochi olimpici invernali di Chamonix-Mont-Blanc 1924.

## Motociclismo
Nel lessico del motociclismo sportivo, le gare di granfondo comprendono le competizioni di lunga durata in pista, come il Bol d'Or, o su strade pubbliche che si correvano nel XX secolo, come la Milano-Taranto, la Otto delle Langhe e il Motogiro.
Le manifestazioni di granfondo motociclistiche moderne sono manifestazioni non competitive che si svolgono su lunghe distanze secondo una tabella di marcia ben definita, destinate a tutte le tipologie di motocicli sia moderni che d'epoca.
L'itinerario è concepito per dare al pilota la possibilità di misurare le proprie capacità di navigazione riuscendo a mantenere una velocità di crociera basata sulla media oraria imposta superando delle prove di abilità cronometrate e di orientamento su strade provinciali, passi di montagna ed eventuali tratti di sterrato.
Il pilota verrà valutato sulla capacità di percorrere il tragitto rispettando il più possibile i requisiti di regolarità (ovvero ingresso nei controlli orario) e le indicazioni riportate sulla tabella di marcia.
Sino al 2013 la Federazione Motociclistica Italiana ha organizzato la Coppa Italia di Gran Fondo sostituita nel 2014 dal Campionato Nazionale Gran Fondo e costituito da 6 eventi.